# Оскар Крісті
Оскар Крісті (ісп. Óscar Cristi, 29 червня 1916 — 25 березня 1965) — чилійський вершник.
Срібний призер Олімпійських Ігор 1952 (індивідуальний конкур), 1952 (командний конкур) років.
Бронзовий призер Панамериканських ігор 1955 (командний конкур), 1959 (командний конкур) років.